# Jorge Adrian Beloqui
Jorge Adrian Beloqui (Buenos Aires, 26 de agosto de 1949 - Buenos Aires, 9 de março de 2023) foi um matemático e ativista argentino.
Formado matemático pela Universidade de Buenos Aires, e Doutor em matemática pelo IMPA, foi professor do Instituto de Matemática e Estatística da USP. Diagnosticado com o vírus HIV em 1987, ainda no período mais grave da epidemia de AIDS, foi um importante militante na luta pelos direitos de pessoas HIV positivas, contra o preconceito e por prevenção e tratamento contra a doença. Construiu diversas iniciativas nesse sentido tanto no Brasil quanto internacionalmente.

## Biografia
Jorge Beloqui nasceu em 26 de agosto de 1949, na cidade de Buenos Aires, e em 1972 se formou em matemática pela Universidade de Buenos Aires.
Em 1975 mudou-se para o Brasil, onde viveu a maior parte de sua vida. Concluiu seu doutorado em 1981, pelo Instituto Nacional de Matemática Pura e Aplicada. Após se tornar doutor, Jorge Beloqui assumiu o cargo de professor no Instituto de Matemática e Estatística da Universidade de São Paulo.

### Homossexualidade
Aos 25 anos de idade assumiu sua homossexualidade em um cenário nacional conturbado e conservador da Argentina.

### Diagnóstico e luta contra a AIDS
Aos 40 anos, em 1989, foi diagnosticado com o HIV, vírus causador da AIDS, em um dos momentos mais graves da epidemia da doença. Desde seu diagnóstico, Jorge Beloqui se tornou militante pelos direitos das pessoas que sofrem com a AIDS, contra a discriminação e pela prevenção, fundando importantes iniciativas como o Grupo pela vidda - SP e colaborando com outras iniciativas como o NEPAIDS-USP (Núcleo de estudo e prevenção a AIDS) e a Associação Brasileira Interdisciplinar de AIDS.
Beloqui foi membro da Comissão Nacional de Ética em pesquisa (Conep) do CNS, além das comissões intersetoriais de Assistência Farmacêutica (CICTAF) e de Atenção à Saúde de Pessoas com Patologias (CIASPP). É reconhecido como um grande ativista pela ciência e por medicamentos a todos, atuou em defesa de uma vacina antiHIV, pela quebra de patentes e a favor do movimento HIV-Aids e de comorbidades.
Sua trajetória na militância da luta contra e vivência da epidemia da aids foi documentada em entrevista organizada e publicada pelo Museu da Diversidade Sexual.

### Carreira
Jorge Beloqui era professor do Instituto de Matemática e Estatística da Universidade de São Paulo (USP) e integrante da direção do Grupo de Incentivo à Vida (GIV), em São Paulo. Beloqui foi fundador da Rede Nacional de Pessoas Soropositivas (RNP+), onde era representante no Grupo Temático do Programa Conjunto das Nações Unidas sobre HIV/AIDS (UNAIDS). Além disso, foi pesquisador do Núcleo de Estudos para a Prevenção da Aids-USP e membro do Conselho de Curadores da Associação Brasileira Interdisciplinar de Aids.

### Aposentadoria
Em 2013, no dia 31 de julho, aposentou-se do cargo de professor no IME-USP.

### Morte
Jorge Adrian Beloqui faleceu em 9 de março de 2023, aos 73 anos, enquanto visitava sua família em sua cidade natal, Buenos Aires. A repercussão sobre o seu falecimento foi grande na imprensa nacional e por este motivo a instituição onde trabalhava teve a iniciativa de criar um memorial para que as pessoas pudessem publicar mensagens de conforto sobre a perda.

## Vida Acadêmica
Em 1972 concluiu sua graduação em matemática pela Universidad de Buenos Aires. Em 1981 se tornou doutor em matemática, pelo Instituto Nacional de Matemática Pura Aplicada - IMPA. Após o doutorado, Jorge assumiu o cargo de professor no Instituto de Matemática e Estatística da USP.
Além de suas atividades como professor, Jorge Beloqui participou ativamente de diversas iniciativas e grupos de estudo a respeito da AIDS e de sua prevenção. Fundou e foi membro do Grupo pela vidda (Valorização, Integração e Dignidade do Doente de Aids) de São Paulo de 1989 até 1995; Foi pesquisador-colaborador do NEPAIDS USP (Núcleo de estudo e prevenção a AIDS) desde 1991; Foi membro do conselho consultivo da Associação Brasileira Interdisciplinar de AIDS desde 1995; Foi diretor do Grupo de Incentivo a Vida entre 1998 e 2003, e depois novamente entre 2005 e 2023; Foi membro do Working Group on Prevention for PWHIV/AIDS da National STD-AIDS Program desde 2002. Fez parte do corpo editorial de diversas publicações sobre o tema como: Cadernos pela Vidda, Boletim pela Vidda e HIV Vaccines bulletin, também atuou como revisor dos periódicos: Revista Brasileira de Epidemiologia e Revista Panamericana de Salud Pública.

## Principais Publicações
Durante sua vida, Jorge Adrian Beloqui escreveu diversos artigos científicos publicados em renomados periódicos
- Modulus of stability for vector fields on 3-manifolds (1986)[21]
- A complete set of invariants for a quasi-transversal Hopf bifurcation (1990)[22]
- Quasi-transversal saddle-node bifurcation on surfaces (1990)[23]
- HIV vaccine research and human rights: examples from three countries planning efficacy trials (1998)[24]
- Prevention with people with HIV/AIDS: a perspective from a person living with HIV/AIDS in Latin America (2004)[25]
- Relative risk for AIDS between homo/bisexual and heterosexual men (2008)[26]

## Reconhecimentos
Beloqui é considerado um dos mais importantes militantes e defensores de ações para o tratamento e prevenção da Aids no Brasil e participou de diversas discussões relacionadas às políticas públicas e qualidade de vida da população em tratamento do HIV/Aids. Atuou como editor do Boletim Vacinas Anti-HIV, participou do Grupo de Incentivo à Vida (GIV-SP) e foi membro do Conselho de Curadores da Associação Brasileira Interdisciplinar de Aids (Abia).

## Ligações Externas
Instituto de Matemática e Estatística - USP
Universidad de Buenos Aires
Grupo Pela Vidda - SP
NEPAIDS-USP